# Defterdar
Defterdar (in turco ottomano: دفتردار) era il titolo del responsabile finanziario nell'Impero ottomano. La parola è di origine persiana e deriva dal termine Defter (catasto fiscale). L'ufficio di questi funzionari fiscali era chiamato Defterdârlık / دفتردارلق, l'autorità finanziaria centrale Defterhâne / دفترخانه.
Dal XV secolo c'erano due Defterdâr. Uno era responsabile per la Rumelia, cioè la parte europea dell'impero, l'altro era responsabile per la supervisione finanziaria dell'Anatolia e delle altre parti dell'Asia. Il Defterdâr di Rumelia, in quanto principale defterdâr (baş defterdâr) , aveva la funzione di Ministro delle Finanze per l'intero impero. Nella seconda metà del XVI secolo fu nominato un terzo Defterdâr, con sede ad Aleppo. Questo fu d'ora in poi responsabile per le province arabe e l'Egitto.
L'autorità fiscale centrale dell'Impero ottomano (Defterhâne) era nel palazzo del sultano a Costantinopoli. Già nel XVI secolo, questa autorità avrebbe avuto 800 dipendenti che lavoravano in circa 25 diversi dipartimenti. Le competenze della Defterhâne includevano la gestione delle entrate del Tesoro, composto di tributi, tasse, imposte e tasse, così come la spesa, in particolare i pagamenti del soldo e degli stipendi, il mantenimento della corte del sultano e le spese per l'esercito. Inoltre, tale autorità verificava la gestione della proprietà terriera statale, dei cosiddetti domini di Stato (ha-ı Humayun) e delle terre di proprietà statale che erano stati assegnati col sistema del Tımare. Il Defterdâr e i suoi dipendenti, per scrivere i loro registri utilizzavano una sorta di scrittura segreta, il siyakat. In questo modo, si sarebbero dovuti prevenire gli abusi e le contraffazioni.
La centralizzazione della gestione finanziaria ottomana raggiunse già nella seconda metà del XV secolo sotto il regno di Mehmed II il suo apice, quando i Defterdar erano subordinati direttamente al Gran Visir. Durante il periodo di massimo splendore dell'impero nel XV e XVI secolo, la gestione finanziaria ottomana fu la più moderna ed efficiente in Europa.
Nell'ambito delle riforme del Tanzimat, dal 1839 l'ormai decaduta l'amministrazione finanziaria dello stato ottomano venne riorganizzata. L'autorità fiscale centrale si chiamò da questo momento in poi Maliye.
Defterdâr divenne da allora in poi il titolo del direttore finanziario in ogni provincia, anche nella repubblica di Turchia.